# A Batalha do Apocalipse
A Batalha do Apocalipse: Da Queda dos Anjos ao Crepúsculo do Mundo é um livro escrito pelo jornalista brasileiro Eduardo Spohr, publicado em 2007 pelo site Jovem Nerd, em 2009 pelo selo editorial criado pelo site e em 2010 pela Verus.
A Batalha do Apocalipse conta a história de Ablon, um anjo renegado, que fora expulso do paraíso por não concordar com as atitudes dos arcanjos, em especial o arcanjo Miguel. Condenado a vagar pela terra ele conhece Shamira,uma feiticeira necromante, que irá acompanhá-lo em sua jornada através dos tempos para poder alcançar seu objetivo que é acabar com a tirania do arcanjo Miguel e evitar o apocalipse. 
Com um total de 586 páginas, o livro se divide em 3 partes intituladas A Vingadora Sagrada, A Ira de Deus e a Flagelo de Fogo.
Em 2011, o livro foi lançado na Holanda, sob o nome Engelen van de Apocalyps.
Em Março de 2012, o livro é lançado pela Editorial Presença em Portugal, mantendo o título original.
Em 2016, o livro foi lançado na Turquia pela editora Pegasus, sob o título de Armageddon.

## Sinopse
Há muitos e muitos anos, há tantos anos quanto o número de estrelas no céu, o Paraíso Celeste foi palco de um terrível levante. Um grupo de anjos guerreiros, amantes da justiça e da liberdade, desafiou a tirania dos poderosos arcanjos, levantando armas contra seus opressores. Expulsos, os renegados foram forçados ao exílio, e condenados a vagar pelo mundo dos homens até o juízo final.
Mas eis que chega o momento do Apocalipse, o tempo do ajuste de contas, o dia do despertar do Altíssimo. Único sobrevivente do expurgo, o líder dos renegados é convidado por Lúcifer, o Arcanjo Negro, a se juntar às suas legiões na batalha do Armagedom, o embate final entre Céu e o Inferno, a guerra que decidirá não só o destino do mundo, mas o futuro do universo.
Das ruínas da Babilônia ao esplendor do Império Romano; das vastas planícies da China aos gelados castelos da Inglaterra medieval. A batalha do Apocalipse não é apenas uma viagem pela história humana, mas também uma jornada de conhecimento, um épico empolgante, cheio de lutas heroicas, magia, romance e suspense.

## Personagens
- Arcanjo Miguel: é o Príncipe dos anjos, e o mais radical deles. posteriormente o líder dos arcanjos. Venceu os exércitos de Lúcifer e os expulsou para o Sheol.
- Ablon, o Anjo Renegado ou também chamado de Primeiro General: é o protagonista do livro.[3][4] Com o passar dos anos na terra, Ablon viajou por diversos cantos do mundo, sempre escapando de diversos perigos. No momento presente do livro, Ablon está no Brasil, na cidade do Rio de Janeiro[5], e torna-se o líder de uma grande conjuração de anjos.[6]
- Lúcifer, a Estrela da Manhã ou o Filho do Alvorecer: após revoltar-se contra seu irmão Miguel, hoje tem seu próprio reino nas profundezas do inferno.
- Arcanjo Gabriel, O Mestre do Fogo ou Mensageiro: aproximou-se demasiadamente dos seres humanos, e por isso aderiu a causa deles. Como Lúcifer, também revoltou-se contra Miguel, porém por motivos menos egoístas.
- Arcanjo Rafael, a Cura de Deus: sendo o mais bondoso dos arcanjos, nos tempos do dilúvio, este desapareceu do paraíso, fazendo com que todos acreditassem que ele havia descido a terra para viver como um mortal.
- Arcanjo Uziel, o Marechal Dourado: é o caçula entre os arcanjos. Comanda a ordem dos querubins (os soldados de Deus).
- Apollyon, o Anjo Destruidor: é o guerreiro preferido de Lúcifer. Quando caiu com ele, tornou-se um dos nove Duques do inferno
- Shamira, a Feiticeira de En-Dor: tendo sido treinada desde cedo nas artes da magia e da necromancia, Shamira conheceu Ablon quando o mesmo a salvou de seus perseguidores na Babilônia. Desde então, ambos se ajudam como podem a cada vez que se encontram.
- Amael, o senhor dos vulcões :após auxiliar o Arcanjo Miguel  a cumprir o Dilúvio, se arrependeu e acabou seguindo Lúcifer e caindo no Sheol, até hoje chora lagrimas ferventes pelas atrocidades que cometeu.
- Flor-do-Leste : filha de nobres chineses,tem sua língua cortada e é vendida após uma revolução, é de grande ajuda para a Feiticeira de En-Dor  em salvar o Anjo Renegado da morte.

## Resumo da Obra

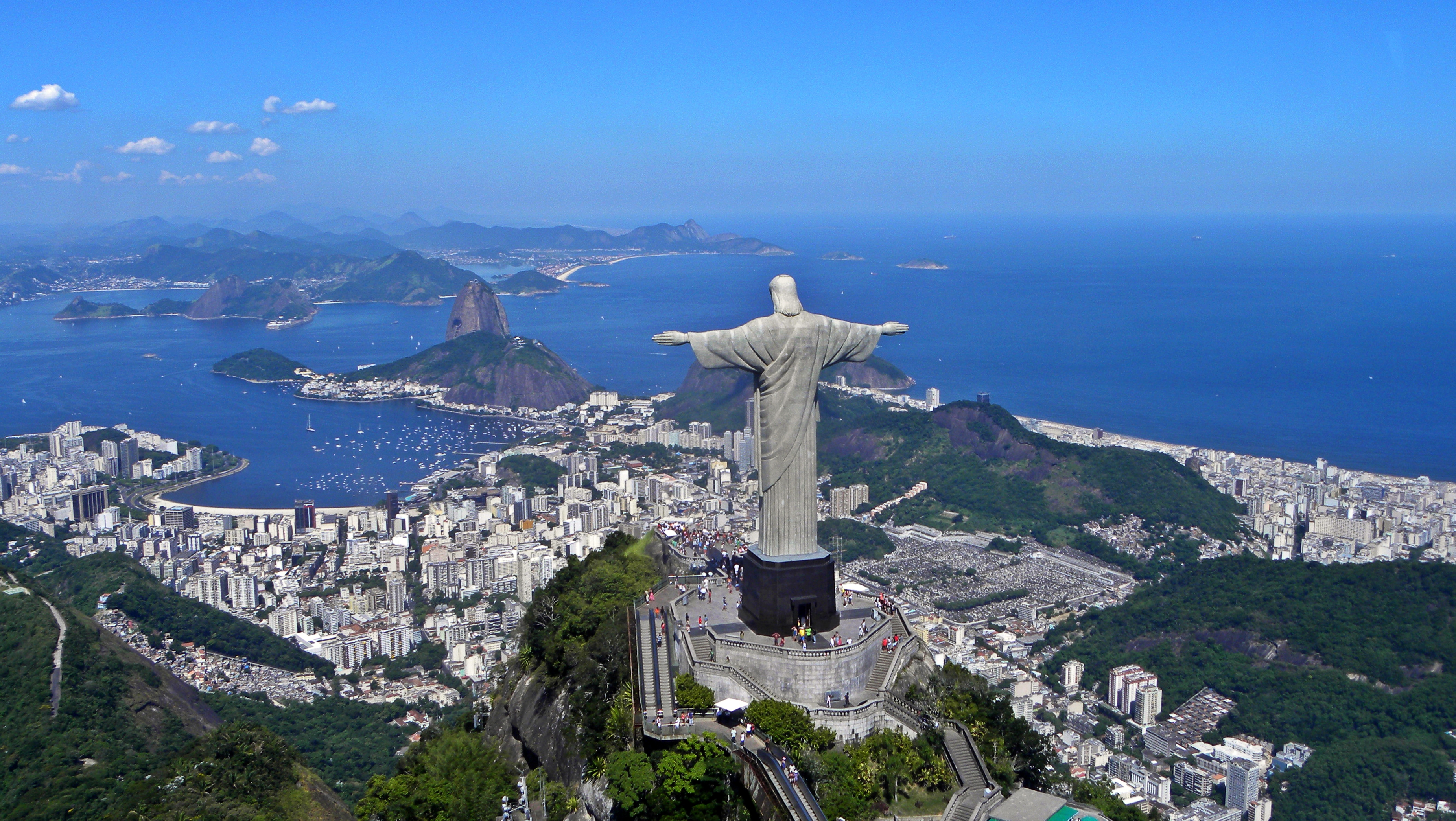
Rio de Janeiro, cidade escolhida por Ablon para refugiar-se dos arcanjos

Há muitos e muitos anos, tantos quanto o número de estrelas no céu , o paraíso celeste foi palco de um terrível levante. Um grupo de anjos guerreiros, amantes da justiça e da liberdade, desafiou a tirania dos poderosos arcanjos, levantando armas contra seus opressores. Expulsos, os renegados foram forçados ao exílio e condenados a vagar pelo mundo dos homens até o Dia do Juízo Final.
Mas eis que chega o momento do Apocalipse, o tempo do ajuste de contas. Único sobrevivente do expurgo, Ablon, o líder dos renegados , é convidado por Lúcifer, o Arcanjo Negro, a se juntar às suas legiões na Batalha do Armagedon, o embate final entre o céu e o inferno, a guerra que decidirá não só o destino do mundo, mas o futuro da humanidade.

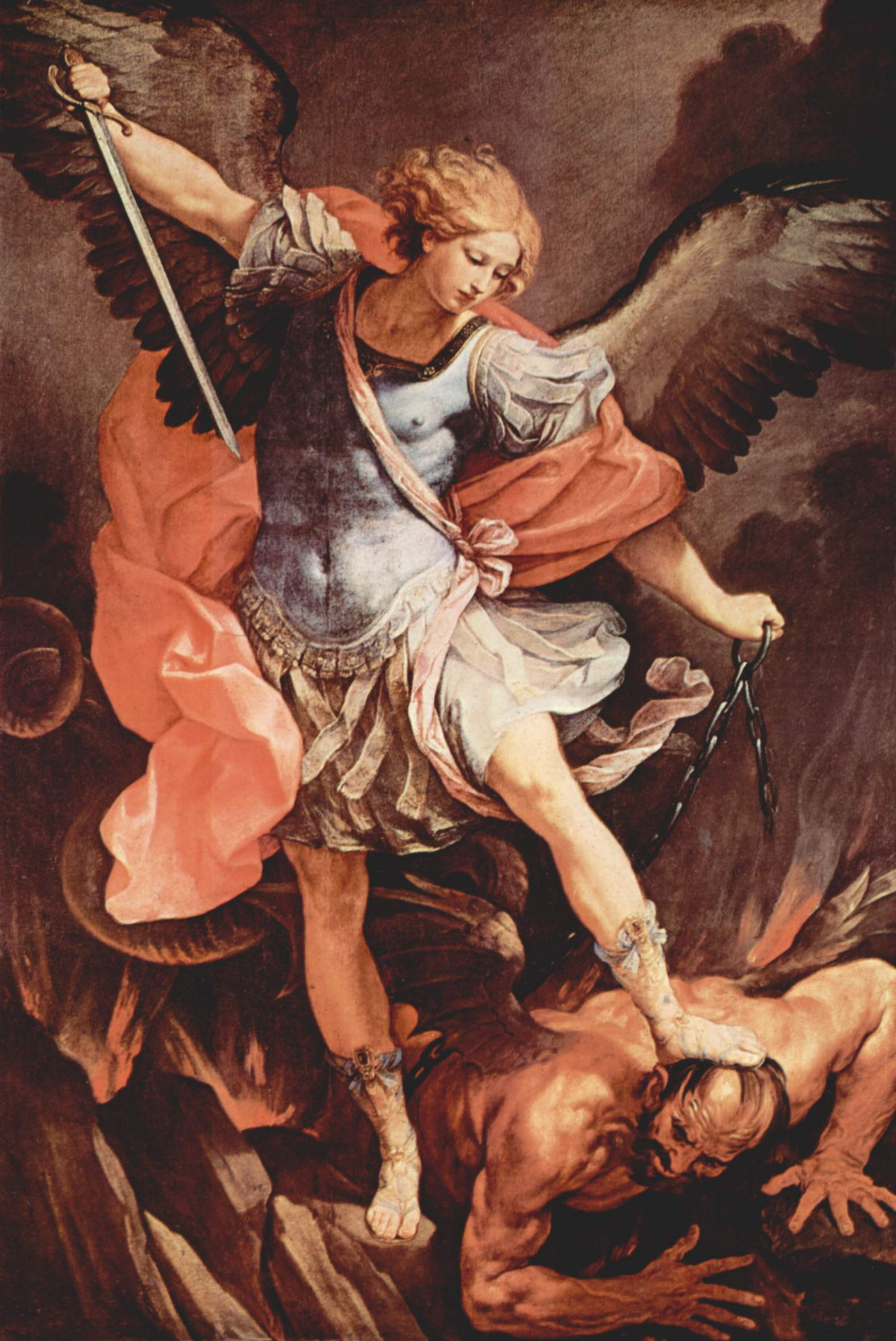
Arcanjo Miguel, um dos antagonistas do livro, é o mais poderoso dos arcanjos

Depois da criação dos homens, ainda vivemos no sétimo dia, sendo governados agora pelos arcanjos. Existem cinco Arcanjos: Miguel, o Príncipe dos Anjos, herdeiro do título por ser o primogênito; Uziel, comandante dos exércitos de querubins (assassinado por Miguel na primeira cena); Rafael, que se exilou após a briga de seus irmãos; Gabriel, Mestre do Fogo, que, alguns anos antes da história começar, rebelou-se contra o Arcanjo Miguel. Lúcifer, a Estrela da Manhã, é agora Príncipe do Sheol, o inferno, depois de sua insurreição contra os arcanjos e queda do paraíso. Em dias de glória, o Arcanjo Miguel, o primeiro criado por Deus, o filho mais velho, sentiu-se diminuído e, cego pela inveja e pelo ciúmes pelos humanos, ordenou sua destruição em massa, mas foi barrado pela legião de querubins (a casta de guerreiros), os 18 anjos renegados, liderados por Ablon, seu general.
Esses 18 anjos foram condenados a Haled (terra), presos em seus avatares e para sempre perseguidos pelos guerreiros de Miguel, pois foram considerados traidores do céu e condenados a viverem presos juntos aos humanos que tanto defenderam até o fim dos tempos, o final do sétimo dia.
Lúcifer também fez uma revolução, alegando defender os humanos, mas era apenas a inveja pelo seu irmão que o motivava, fazendo-o levar para o Sheol (inferno) 1/3 do céu, onde lá foi criado o refúgio do mal, para onde todos os injustos e maldosos seriam mandados.
Agora um anjo renegado, Ablon reside no Rio de Janeiro. A trama começa no Cristo Redentor, onde Ablon se encontra com seu amigo Orion, antigo rei da Atlântida e atual servo de Lúcifer, que vem lhe propor uma oferta. Assim, o livro passa a narrar a vida do querubim, oscilando entre momentos do passado e do presente, às vésperas do Dia do Ajuste de Contas, a famosa Batalha do Armagedon o qual vai decidir o futuro da humanidade, do planeta e de todos os seres que nele habita.  De todos os personagens, a feiticeira de En-dor, Shamira, que o qual salvou das mãos do tirano rei da Babilônia, é quem mais o acompanha e apoia. Apesar dela ser humana, Ablon se apaixona por ela no curso de suas aventuras.
Depois de uma visita ao inferno, Ablon entra em contato com o arcanjo Gabriel, que lidera um exército rebelde contra o tirano Miguel. Convencido a se juntar a eles no Armagedon, Ablon luta ao lado das forças de Gabriel (Liderando-as, já que O Mestre do Fogo dissipou sua aura, deixando o comando por conta do Primeiro General) contra as forças tanto de Miguel quanto de Lúcifer quando a Batalha do Apocalipse começa, determinado a acabar de uma vez por todas com seus velhos inimigos.

## Lugares Importantes
Palácio CelestialA fortaleza dos arcanjos no Quinto Céu. Ponto mais central e importante do paraíso celeste.
Fortaleza de SionO maior bastião das forças do arcanjo Miguel fora do céu. Localiza-se no plano etéreo, sob a cidade mundana de Jerusalém.
Cidadela do FogoRegião do Primeiro Céu que é o ponto de encontro dos ishins. Foi governada por Amael, depois por Aziel, e mais adiante virou quartel-general de Gabriel e dos novos rebeldes.
Tsafon, o Monte da CongregaçãoRegião mais alta do Sétimo Céu, onde Deus estaria adormecido, e onde o Arcanjo Miguel não deixa que qualquer um se aproxime.
SheolDimensão onde foram sepultados os restos mortais de Tehom e dos deuses das trevas. Mais tarde, serviu como lar a Lúcifer e a seus anjos caídos, passando a ser conhecido como inferno (principalmente pelos humanos).
Castelo da LuzPrincipal fortaleza dos querubins, localizada no Quarto Céu.

## Críticas
"Não há na literatura em língua portuguesa conhecida nada que se pareça com a Batalha do Apocalipse."José Louzeiro